# Karviner Mühle
Karviner Mühle, auch Mühle Karvin, war ein Wohnplatz in der preußischen Provinz Pommern. 
Der Wohnplatz ging aus der Wassermühle des Rittergutes Karvin hervor, die bereits in Ludwig Wilhelm Brüggemanns Ausführlicher Beschreibung des Königlich-Preußischen Herzogtums Vor- und Hinterpommern (1784) kurz genannt ist. Die Mühle wurde später als Dampfmühle, dann mit elektrischem Strom betrieben. 
Der Wohnplatz lag etwa ½ Kilometer nordöstlich von Karvin am Mühlenbach, nahe der Brücke der Reichsstraße 2 über diesen Bach. 
Bis 1945 bildete Mühle Karvin einen Wohnplatz in der Gemeinde Karvin und gehörte mit dieser zum Landkreis Kolberg-Körlin in der preußischen Provinz Pommern.
Nach 1945 kam Mühle Karvin, wie ganz Hinterpommern, an Polen. Heute liegt die Stelle im Gebiet der polnischen Gmina Karlino (Stadt- und Landgemeinde Körlin) und wird nicht mehr als besonderer Wohnplatz geführt.